# Gmina Velika Plana
Gmina Velika Plana (serb. Opština Velika Plana / Општина Велика Плана) – gmina w Serbii, w okręgu podunajskim. W 2018 roku liczyła 38 000 mieszkańców.